# 홍희 (역사학자)
홍희(洪憙, 1884년 5월 16일 ~ 1935년 1월 6일)는 대한제국과 일제강점기의 역사학자, 유학자로 자는 복경(復卿), 호는 겸산(兼山), 겸산자(兼山子), 겸산하사(兼山下士), 겸산학인(兼山學人), 목식도인(木食道人)이며 본적은 한성부 안국동이다.

## 생애
1892년부터 1904년까지 유학자 전우로부터 가르침을 받았으며 1904년부터 1910년까지 해외 유람을 떠났다. 1914년 8월 문예구락부 강사로 발탁되었고 1919년 2월 대동사문회 발기인과 서적편찬위원, 1920년부터 1922년까지 대동사문회 평사(評事)와 회정(會正)을 역임했다. 1920년 4월부터 1921년까지 조선총독부 중추원 편집과 촉탁으로 근무하는 동안 구관 조사 사무를 담당했다.
1922년 12월 28일 조선사편찬위원회 위원으로 위촉되었으며 1925년 6월 25일부터 1935년 1월 6일까지 조선사 편수회 수사관을 역임했다. 조선사 편수회 수사관 재직 시절 채방부(採訪部, 사료 수집 작업 당시)와 직관표(職官表, 사료 편찬 작업 당시)를 담당했고 경상북도와 충청남도에서 사료 수집 활동을 벌였다. 《조선사》 편찬 사업 당시 원고 심의를 담당하던 부서인 조사부와 심의부 소속으로 활동했고 조선사 편수회에서 간행한 《조선사》 제5편을 서술하는 데에 관여했다. 그가 서술한 《조선사》 제5편은 조선 중기, 즉 광해군 시기부터 정조 시기까지의 내용을 담고 있었으며 총 10권으로 구성되어 있었다.
1926년 조선사학동고회(朝鮮史學同攷會) 평의원을 역임했으며 1930년부터 1935년까지 청구학회 평의원을 역임했다. 1930년 1월 23일 일본 정부로부터 쇼와 대례 기념장을 받으면서 정7위에 서위되었고 1932년 정양회(貞陽會) 모임에서 강연을 가졌다. 1933년 9월 30일 고등관 4등에 서위되었고 1934년 4월 6일 천장절 축하회에 초대받았다. 1934년 11월 15일에 열린 제23회 정양회 예회에서는 《이조(조선) 말기의 유학》이라는 주제의 논문을 발표했다.
1935년 1월 6일 뇌일혈로 사망했으며 사망 당시 관직은 고등관 4등, 정6위였다. 1940년 4월 30일 사후 일본 천황으로부터 은배 1개를 하사받았다. 그의 저서로 《동유일초(東遊日艸)》가 있다. 이 책은 천황을 중심으로 하던 일본 제국의 국체에 유교의 도덕을 기반으로 하는 사회 질서 확립, 동양의 사상인 신토, 유교의 융합을 통해 공산주의를 비롯한 서양의 사상이 유입되는 것을 막고 대동아 공영권 건설을 위한 기초를 마련하자는 내용이 담고 있다.
민족문제연구소의 친일인명사전 수록자 명단의 교육/학술 부문, 친일반민족행위진상규명위원회가 발표한 친일반민족행위 705인 명단에 포함되었다.

## 참고자료
- 친일반민족행위진상규명위원회 (2009). 〈홍희〉. 《친일반민족행위진상규명 보고서 Ⅳ-19》. 서울. 844~883쪽.